# Tuvja Kac
Rabi Tuvja Kac (hebrejsky טוביה כץ) (* 1936) je izraelský malíř a rabín.

## Biografie
Narodil se v Polsku. Ve věku pouhých 40 dní však jeho rodina odjela do Argentiny.
Roku 1960 se přestěhoval do Izraele, kde žil v kibucu Chukok. Ve věku 40 let se navrátil k víře. V letech 1976–1978 žil v Brazílii.
Je to abstraktní umělec, který měl mnoho výstav, mimo jiné i v Izraelském muzeu (1979). Vyučuje na michlale (akademické college pro dívky) Jerušalajim, kde založil a vede program Omanut ve-emuna (Umění a víra). Přednáší na ješivě Machon Me'ir. Žije v Jeruzalémě. Má tři děti, jeho dcera Inbal je manželkou rabína Eliezera Melameda.
Roku 1992 obdržel Cenu Jeruzaléma.